# Mostrip
Mostrip è un fumetto online a strisce disegnato da Albo, pseudonimo di Alberto Turturici, la cui prima striscia è stata pubblicata l'11 gennaio 2005.
Si inserisce nel genere comico-umoristico e ha una cadenza quotidiana di cinque giorni a settimana, dal lunedì al venerdì, per lasciar posto il sabato e la domenica alle illustrazioni speciali delle rubriche "Il Sabato di Alboblog" e "l'Alboblog della Domenica".
Mostrip racconta le vicende quotidiane di Duke, Alice e Butch, dei mostri adolescenti di età indefinita che agiscono in una non determinata città della società odierna, tanto che a volte interagiscono con personaggi celebri contemporanei. È da sottolineare la particolarità che li rende unici mostri all'interno del loro mondo: alcuni dei comprimari e le comparse sono sempre semplici umani.

## L'autore
Alberto Turturici nasce a Palermo il 2 aprile 1980 ed è uno studente di Giurisprudenza presso l'Università degli Studi di Palermo. Già da bambino si appassiona al mondo del fumetto, leggendo soprattutto Topolino, non limitandosi tuttavia ad albi del periodo, ma anche a grandi classici, storie degli anni ‘30 di Gottfredson, di Carl Barks ecc. Il suo personaggio preferito fin dall'inizio è Paperino. All'età di sette anni inizia a disegnare, esercitandosi a raffigurare personaggi dell'universo Disney dapprima, e successivamente viene influenzato anche dall'apertura ai manga e al fumetto straniero.
Nel 1998 crea il suo primo sito su Internet dal titolo AnphetaZine, poi ribattezzato Albonet, nel quale pubblica una storia di fantascienza dal titolo "Aspirine: stunnin' beauty", rimasta incompiuta per mancanza d'ispirazione, e successivamente quattro episodi del fumetto umoristico "Gli Alieni!", pubblicato anche sulla rivista CartaIgienicaWeb, il quale denota la marcata influenza dello stile di Akira Toriyama.
L'11 gennaio 2005 Albo celebra la quota di 1000 accessi al blog personale con una striscia raffigurante un ragazzo dalle fattezze mostruose che riaggiorna freneticamente una pagina web premendo il tasto F5, ed è questa la prima apparizione pubblica di Mostrip, divenuta da quel giorno in poi il principale contenuto del blog.
Oltre a Mostrip, Albo ha pubblicato sul blog anche la minisaga "Berl2faces" e il "Bestiario di Mondello" e cura i disegni di "Habel Team", inoltre da settembre a dicembre 2007 ha pubblicato "Geekypedia" su Geekissimo.com. Collabora attualmente con Esse - Solo Satira su Shockdom, sito di vignette satiriche.

## Stile, evoluzione ed influenze
Il tipo di tratto è morbido, tondeggiante, ad eccezione di alcuni tratti somatici quali dita squadrate, naso triangolare o quadrato. I colori sono vivaci, con un largo uso di sfumature per dare tridimensionalità ai disegni.
Questo stile tuttavia si è raggiunto tramite una evoluzione durata circa due anni, tanto che la prima vignetta è in bianco e nero con un taglio vignettistico, riquadri approssimativi e spigolosità. Con il passare del tempo il tratto di Albo si è affinato, raggiungendo anche una migliore caratterizzazione narrativa dei singoli personaggi e della loro psicologia.
In particolare Duke ha subito una evoluzione tricotica, passando da una chioma con molte punte all'attuale con 7 punte, messa in evidenza dallo stesso Albo nella striscia del 13 gennaio 2007 Archiviato il 24 marzo 2008 in Internet Archive..
Il tratto di Albo denota un'influenza delle opere di Leo Ortolani, visibile soprattutto nella struttura del viso di Duke e nelle espressioni esterrefatte inscenate dai diversi personaggi di Mostrip, oltre che delle prime opere di Akira Toriyama, caratteristica molto visibile nell'acconciatura di Duke, nelle strutture delle autovetture e nella rotondità delle figure e di alcuni tratti somatici.
Una particolarità stilistica di Albo è la fuoriuscita dei balloon dai singoli riquadri, quasi a voler rompere l'impaginazione classica.

## Personaggi
- Duke è il protagonista, un mostro non definito appassionato di tecnologia e con un rapporto contraddittorio con la sua chitarra. Detesta profondamente il Natale e le canzoni neomelodiche napoletane. È innamorato di Alice, ma molto timido nei suoi confronti, tanto che non riesce a cogliere le sue avances. Spesso in compagnia del suo migliore amico Butch, ha una forte coscienza sociale. Il suo viso ha dei lineamenti marcati, una carnagione viola chiaro e i capelli neri a punta, che a volte fa fatica a domare. Il suo abbigliamento classico è costituito da una maglietta a righe nere e rosse, jeans e scarpe bianche con punta rossa e suola gialla.
- Alice  è una vampira molto bella e affascinante, nasce come amica di Duke quasi subito dopo l'inizio di Mostrip, salvo poi innamorarsi di lui ricambiata. Ha un carattere permaloso, poco paziente e cerca di spronare in tutti i modi Duke, con scarsi risultati. Risulta essere la ragazza più equilibrata del gruppo. Ha i capelli lunghi neri, che per la maggior parte delle volte tiene raccolti, una carnagione rosa pallido e i canini aguzzi ai lati della bocca.
- Butch è il miglior amico di Duke e appare già dalla seconda striscia. Condivide con Duke la stessa passione per la tecnologia, sebbene in maniera meno fanatica, la chitarra, con maggior successo, i fumetti e i film porno. È appassionato anche di automobili, tanto da curare come un gioiello la sua Fiat 500 funzionante a Coca Cola e Mentos. Spesso si lascia trasportare dalle passioni e dai desideri, salvo poi incorrere in disavventure. Fisicamente è un mostro come Frankenstein, con una carnagione chiara verdastra e da due bulloni che escono dalla testa; il suo abbigliamento tipico consiste in una maglietta azzurra con la stampa di un teschio con fiamme laterali, pantaloni marroni, scarpe nere con stringhe gialle e un bracciale borchiato al braccio destro.
- Boney è un ragazzo estremamente ipocondriaco, il quale aspira ad avere tutte le malattie. Dirige l'infermeria della scuola e può vantare d'aver curato perfino Ippocrate (in sogno). È il fidanzato di Harvey con la quale ha avuto all'inizio un rapporto di amore ed odio, in quanto durante il loro primo incontro lei era vestita da morte e lui l'ha creduta il suo destino. Ha una forte stempiatura e gli occhi profondamente scavati, il suo abbigliamento più usuale è il camice da dottore.
- Harvey è una ragazza con uno spiccato senso affaristico, tanto da lucrare su qualsiasi situazione inventando i business più disparati, a partire dalla vendita dei compiti delle vacanze, schiavizzando dei piccoli geni, fino all'allestimento di un casinò nel frigo telematico di Duke, passando per l'utilizzo di Boney come telefonino. Appare la prima volta vestita da morte, facendo così subito presa su Boney, del quale è la fidanzata. Ha un carattere molto autoritario e determinato. Viene disegnata bassa, con una particolare acconciatura bionda. A quanto pare il carattere affaristico gli deriva dalla nonna, inseguita dalla Yakuza, che gli lascia "in eredità" un trio di ninja che usa per i suoi scopi.
- Waark è un parrucchino alieno vivente, stabilitosi sulla terra su un bambino di nome Ed, del quale annulla completamente la personalità. Proviene dal pianeta Waark con la missione di distruggere la Terra, ma questa è stata risparmiata per la presenza di un'arma terribile. In quanto extraterrestre a volte si stupisce di determinati comportamenti umani e li reinterpreta a modo proprio. Ha molta paura di Babbo Natale e delle sue renne in quanto quest'ultimo conduce i suoi animali al pascolo sul pianeta Waark causando delle stragi. Disprezza i biondi, considerati sul suo pianeta una razza inferiore, e si lascia influenzare molto dalla TV.
- Vanessa è una ragazza svampita, molto alta e con i capelli rossi. Nella sua prima apparizione su Mostrip ha scambiato Waark per un cagnolino, mettendolo al guinzaglio e ribattezzandolo Ciuffolo. Ha un rapporto a dir poco conflittuale con la tecnologia, in particolare con il suo portatile.
- Derek è un bel ragazzo molto attento alle mode e allo stile, tanto da non resistere più di due minuti all'interno di un grande magazzino. Ha gli occhi chiari e i capelli biondi con un ciuffo che copre un occhio.
- Il Guardiano del frigorifero è il pinguino di Linux, installato da Duke nel suo frigorifero telematico dopo che questo gli dava dei problemi di gestione. È sempre silenzioso e servizievole, ogni tanto si innamora di un elettrodomestico. Indossa cappello e sciarpa rosse.
- 38 Cents è un ragazzo rapper, chiaramente ispirato a 50 Cent (difatti il suo nome è il cambio centesimi di euro/centesimi di dollaro al momento dell'uscita della striscia). Guida un Ape Car funzionante a Beatboxing.

## Ospiti celebri
Alcuni ospiti celebri di vario tipo sono stati ospitati nelle strisce di Mostrip, in particolare:
- Ippocrate, per rimproverare e farsi curare da Boney.
- Chuck Norris, il quale intimidì Waark. In particolare la sua presenza è un omaggio ai Chuck Norris facts.
- Steve Jobs, spiegando l'intuizione di base per la nascita dell'iPod touch della Apple.
- Amy Winehouse, che ha avuto una breve storia d'amore con Butch.

## Saghe
Mostrip racconta principalmente la vita quotidiana dei suoi personaggi, con piccoli e grandi problemi ed avventure. Tuttavia a volte vi si svolgono delle saghe, ovvero:
- Star Waarks, un viaggio sul pianeta Waark per salvare la Terra dalle distruzione.
- Lo Spirito del Natale onnipresente, una rivisitazione del Canto di Natale di Charles Dickens, nella quale Duke esprime per la prima volta il suo odio per il Natale.
- The Duke Horror Picture Show, una parodia in chiave natalizia del Rocky Horror Picture Show, caratterizzato da "strisce musicali", dotate di tasti play che facevano partire le canzoni più caratteristiche del musical/film.
- la storia d'amore tra Butch e Amy Winehouse, nata dopo una sbronza di quest'ultima.
- la saga di Lo(L) st, una parodia del serial TV Lost.

## Mostrip su carta
La prima apparizione di Mostrip su carta è avvenuta nel maggio 2005 su Punto Esclamativo, mensile gratuito dell'associazione giovanile "Kaos!" e tale collaborazione è durata fino a maggio 2006.
Nel novembre del 2005 Mostrip appare sul mensile d'informazione e critica fumettistica "Scuola di fumetto".
A inizi del 2006 Mostrip entra a far parte della casa editrice Shockdom, diventando uno dei maggiori webcomic italiani. Nel maggio 2006 appaiono alcune strisce sull'albo di eriadan,  Eriadan 3. Io, Duke e Lui, nel quale c'è un'interazione tra i suoi personaggi e quelli di Paolo Aldighieri.
Nel novembre 2007 è uscito il primo albo, dal titolo L'abito non fa il mostro, contenente una raccolta di strisce e una storia inedita.
A partire da gennaio 2008 alcune strisce di Mostrip appaiono sul freepress Tribù distribuito nelle scuole medie superiori italiane, nel quale si affrontano le tematiche più vicine agli studenti delle superiori, come per esempio il bullismo.